# Euphoniinae
Euphoniinae es una subfamilia de aves paseriformes perteneciente a la familia Fringillidae. Sus miembros habitan en el neotrópico. Contiene tres géneros: Cyanophonia, Euphonia y Chlorophonia.
Los tres géneros estuvieron un tiempo clasificados en la familia Thraupidae. En el gran estudio de filogenética de la familia de los fringílidos a partir de secuencias de ADN mitocondrial y nuclear publicado en 2012, Zuccon y su equipo descubrieron que la única especie de Chlorophonia incluida en sus análisis, Chlorophonia cyanea, estaba en el mismo clado que Euphonia. Esto indicaría que el género Euphonia sería parafilético, por lo que sería necesario un estudio con más especies para fijar la taxonamía de la subfamilia.

## Filogénia
Los tres géneros de la subfamilia Euphoniinae incluyen las siguientes especies:
- Género Cyanophonia
  - Cyanophonia cyanocephala (Vieillot, 1818) - eufonia culidorada;
  - Cyanophonia elegantissima (Bonaparte, 1838) - eufonia elegante;
  - Cyanophonia musica (Gmelin, 1789) - eufonia antillana;
- Género Euphonia
  - Euphonia jamaica - eufonia jamaicana;
  - Euphonia plumbea - eufonia plúmbea;
  - Euphonia affinis - eufonia matorralera;
  - Euphonia luteicapilla - eufonia corononigualda;
  - Euphonia chlorotica - eufonia golipurpúrea;
  - Euphonia trinitatis - eufonia de Trinidad;
  - Euphonia concinna - eufonia del Magdalena;
  - Euphonia saturata - eufonia coroninaranja;
  - Euphonia finschi - eufonia de Finsch;
  - Euphonia violacea - eufonia violácea;
  - Euphonia laniirostris - eufonia piquigruesa;
  - Euphonia hirundinacea - eufonia gorjiamarilla;
  - Euphonia chalybea - eufonia bronceada;
  - Euphonia fulvicrissa - eufonia ventricanela;
  - Euphonia imitans - eufonia coronipinta;
  - Euphonia gouldi - eufonia olivácea;
  - Euphonia chrysopasta - eufonia maquillada;
  - Euphonia mesochrysa - eufonia verdosa;
  - Euphonia minuta - eufonia culiblanca;
  - Euphonia anneae - eufonia coronirrufa;
  - Euphonia xanthogaster - eufonia ventrinaranja;
  - Euphonia rufiventris - eufonia ventrirrufa;
  - Euphonia pectoralis - eufonia ventricastaña;
  - Euphonia cayennensis - eufonia negra.
- Género Chlorophonia
  - Chlorophonia flavirostris - clorofonia acollarada;
  - Chlorophonia cyanea - clorofonia nuquiazul;
  - Chlorophonia pyrrhophrys - clorofonia pechicastaña;
  - Chlorophonia occipitalis - clorofonia coroniazul;
  - Chlorophonia callophrys - clorofonia cejidorada.